# 과천율목초등학교
과천율목초등학교(果川栗木初等學校)는 대한민국 경기도 과천시에 있는 공립 초등학교이다.

## 학교 연혁
- 2024년 3월 1일 : 개교

## 같이 보기
- 과천율목중학교